# Jacqueline Otten

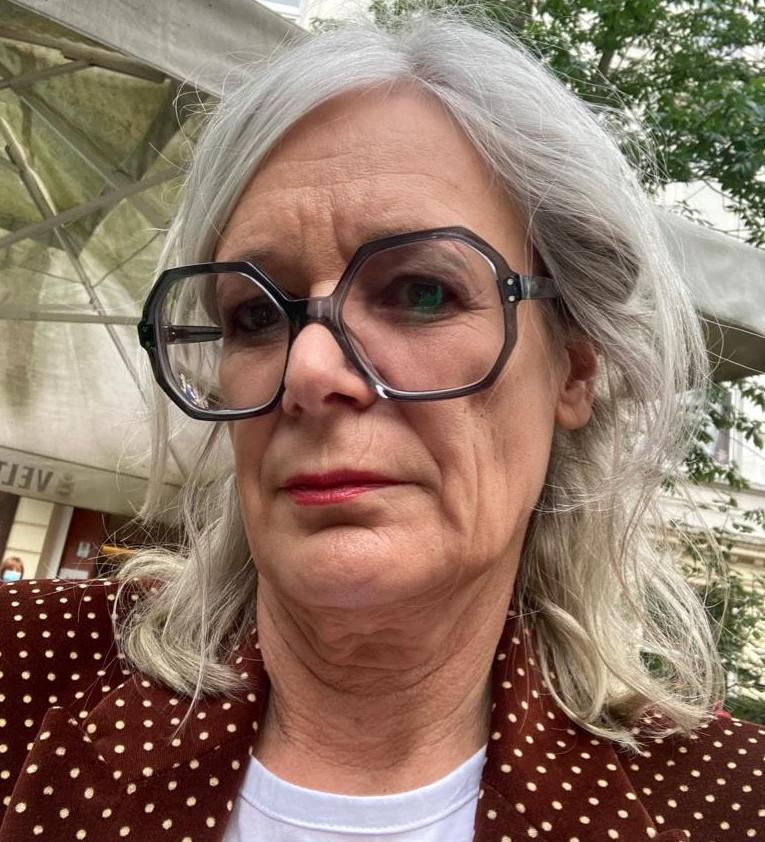
Jacqueline Otten, 2021

Jacqueline Otten (* 1959 in Breda) ist eine niederländische Trendforscherin und Professorin. Sie ist international in verschiedenen Jurys und Gremien aktiv.

## Leben und Wirken
Otten wuchs im niederländischen Breda in einer kreativen Familie auf, die einen starken Bezug zum Auto- und Maschinenbau hatte. Ihr Großvater war Erfinder und entwickelte Motorräder und Autos. Dieser Hintergrund prägte Otten in ihrem späteren Leben. In ihrer Trendforschung beschäftigt sie sich intensiv mit der Schnittstelle von Gesellschaft, Medien und Urbanität.
Von 1982 bis 1987 studierte Otten an der Hochschule für Bildende Künste Nordbrabant in den Niederlanden freie Kunst, Innenarchitektur und Modedesign. Anschließend arbeitete sie freiberuflich als Designerin und Beraterin mit den Schwerpunkten Produktentwicklung, Reportagen, PR-Konzeption, Trendprognosen und Gutachtertätigkeiten.

1991 war Otten Lehrbeauftragte, ehe sie 1992 Professorin Hamburgs für Modedesign an der FH Hamburg wurde, der heutigen HAW Hamburg. Sie war bei ihrem Einstieg die jüngste Professorin Hamburgs. 1993 initiierte sie dort das erste CAD-Labor für Mode und Textil an einer europäischen Hochschule, das die Einbindung digitaler Gestaltungsmedien in den Design-Prozess und damit neue gestalterische Ausdrucksformen ermöglichte. Ziel war auch, die internationale Vernetzung mit anderen Institutionen zu fördern. 1998 übernahm sie die Professur „Moden und öffentliche Erscheinungsbilder“ an der neu gegründeten Fakultät Medien der Bauhaus-Universität Weimar. Unter anderem verantwortete Otten den Aufbau der Fakultät Medien. Ihr Schwerpunkt dort war die Verbindung von Trends mit digitalen Elementen bzw. das Erscheinungsbild im virtuellen Zeitalter. Mit ihren Studenten nahm sie an internationalen Wettbewerben – wie dem „5th International Symposium on Wearable Computers“ teil. 

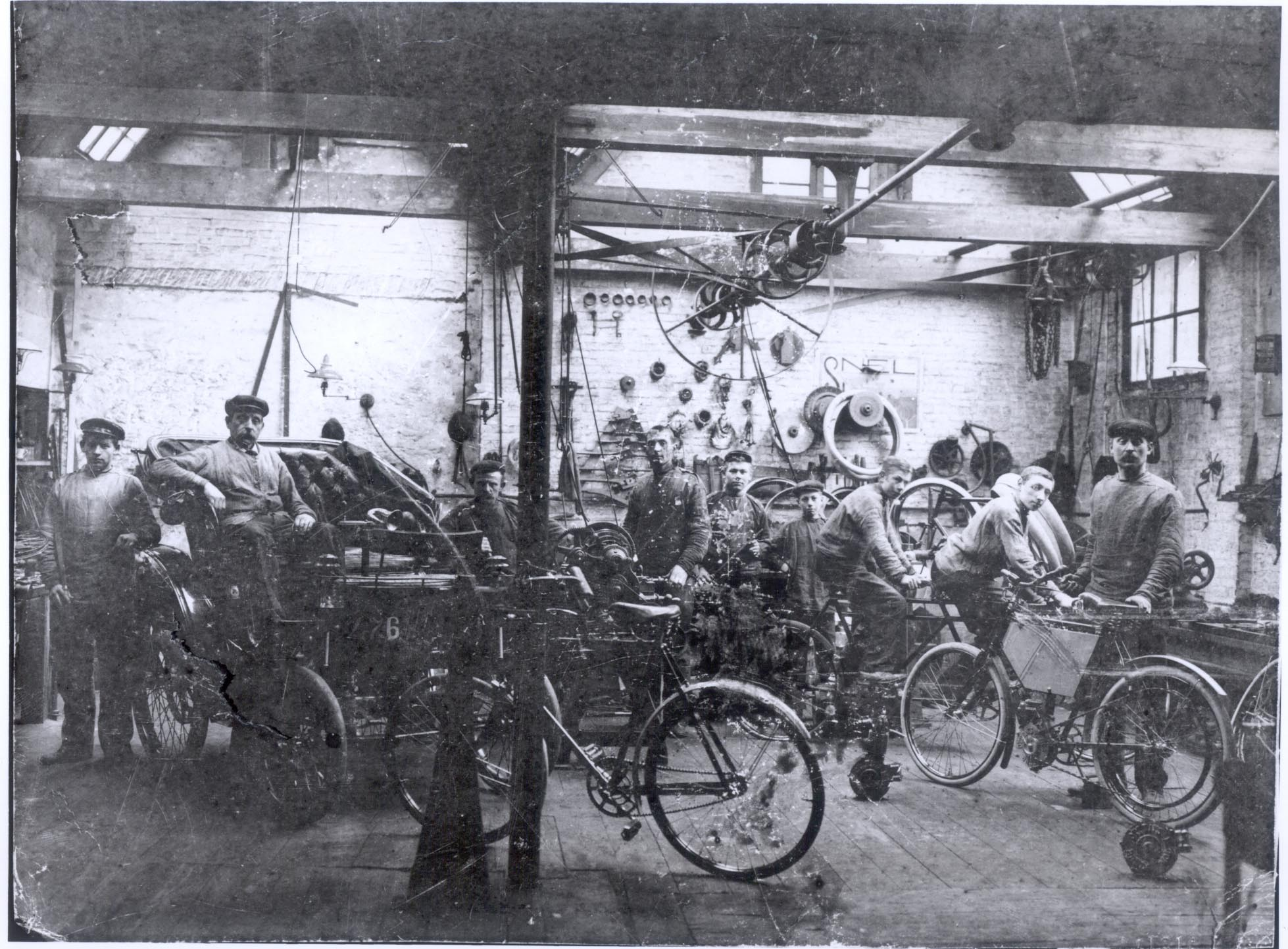
Werkstatt der Familie Otten (1901)

2001 gründete Jacqueline Otten die Firma looxgood medien+design in Berlin, eine Agentur für Filmproduktionen, Trends und Marketing. 2007 folgte die Agenturgründung looxgood suisse. looxgood war spezialisiert auf TV-Formate für verschiedene TV-Sender (u. a. SF TV, Deutsche Welle) sowie die Erstellung von Trendprognosen und Marketing-Konzepten für Schweizer und internationale Unternehmen sowie Nonprofit-Organisationen.
2004 wechselte sie ins Hochschulmanagement an die Hochschule für Gestaltung und Kunst (HGKZ) in Zürich. Dort übernahm sie die Leitung des Departements Design (DDE). Zu ihren Kernaufgaben gehörten die Neuausrichtung der Designausbildung in der Schweiz und die Fusion der HGKZ mit der Hochschule für Musik und Theater (HMT). Als Fachfrau für Design und Kommunikation beschäftigt sie sich permanent mit Prognosen und Trendthemen. Dazu gehört vor allem die Arbeitsmethode „Design Thinking“, bei der Tools aus der Kreativbranche in die Prozesse eines Unternehmens eingebunden werden. Die Digitalisierung wurde mit in die Designausbildung in Zürich integriert. Otten verfügt über ein dichtes internationales Netzwerk. Innovative Studienbereiche in dem Departement, wie zum Beispiel „Industrial Design“, erhielten von da an immer mehr ein spezifisches Profil in der internationalen Hochschullandschaft. Ihre Fähigkeit unterschiedliche Bereiche miteinander zu verknüpfen, zeigte sich auch in ihrer Forschungsarbeit, so etwa durch ihre Mitarbeit an der Studie Health Horizons des Gottlieb Duttweiler Instituts in Zürich. 2006 wurde Otten Mitglied der designierten Hochschulleitung der Zürcher Hochschule der Künste (ZHdK). Von 2007 bis 2013 war sie an der ZHdK Direktorin des Departements Design und Vizepräsidentin sowie Mitglied der Hochschulleitung. Bis 2010 hielt sie ebenfalls die Leitung des Dossiers Forschung inne, danach war sie unter anderem Verantwortliche für das Dossier Qualitätsmanagement. Unter ihrer Führung hat sich die Designausbildung in Zürich ergänzend zum traditionsreichen künstlerisch-gestalterischen Bereich erfolgreich der digitalen und medialen Welt geöffnet. Diese Themen greift sie auch regelmäßig auf Zukunftskongressen und in Diskussionsrunden auf.
Am 1. März 2014 trat sie ihr Amt als Präsidentin der Hochschule für Angewandte Wissenschaften Hamburg an. Anfang Oktober 2015 sprach der Akademische Senat der HAW Otten und dem Kanzler Bernd Klöver das Misstrauen aus. Per §85 des erst 2015 geänderten Hamburgischen Hochschulgesetzes hat der Senat die Kompetenz, die Präsidentin abzuwählen. Nach anfänglichem Zögern bestätigte der Hochschulrat den Antrag und machte somit Ottens Abwahl Mitte November amtlich.
Seit 2016 hat sie die Professur "Open Topics on Design, Media & Information" an der HAW Hamburg inne. Mit dieser Professur verfolgt Otten einen transdisziplinären Ansatz an den Schnittstellen von Medien sowie Trends und beschäftigt sich mit der Kreativität als Impulsgeber in den unterschiedlichsten Bereichen. Die Methoden des Innovierens entwickelte Otten weiter und hat ein System entworfen, das für die unterschiedlichsten Bereiche adaptiert werden kann. Eine wichtige Rolle spielt dabei der Moment der Disruption.  Sie bezeichnet ihre Prozesse daher als "Resign Thinking". Ein Fokus ihrer Open-Topics-Professur liegt auf dem "Clash of Cultures". So hat Otten beispielsweise im Rahmen des Projekts "Erinnerungskultur" an der HAW Hamburg Designstudenten aus  unterschiedlichen Ländern zusammengebracht und mit ihnen Erinnerungskultur-Projekte umgesetzt.
Im Mai 2018 und 2019 war sie Teil des Horasis Global Meeting "Inspiring the future" in Portugal, bei dem ihre Expertise im Bereich kreative Prozesse gefragt war. Sie vertritt die Ansicht, dass Kreativität auch ein Auf und Ab ist, verbunden mit Herausforderungen und Anstrengungen. Seit Frühjahr 2020 betreibt sie unter dem Namen "Das Observatorium" einen regelmäßigen Podcast. Auf dieser digitalen Trendplattform lässt sie Menschen zu Wort kommen, die aktuelle gesellschaftliche Entwicklungen aus anderer Perspektive betrachten und das Unbekannte in einem anderen Kontext sehen lassen.

## Projekte und Positionen
Im Rahmen ihrer Lehrtätigkeit an der Bauhaus-Universität Weimar ab 1998 befasste sich Jacqueline Otten mit dem Thema „Trends“. Sie war unter anderem Leiterin des kontroversen Projekts „the treasure of fashion“, bei dem das Thema „Luxus“ in allen Facetten Ausstellungsgegenstand war.  Im selben Jahr initiierte sie auch das Projekt „D_CI“. Tendenzielle Strömungen zu analysieren sowie ein neues visionäres Denken greifbar zu machen sind Themenschwerpunkte des Projekts gewesen.
Seit ihrem Amtsantritt an der HAW Hamburg macht sich Otten stark für das Zukunftsthema Digitalisierung der Hochschullandschaft. Dabei soll die HAW Hamburg eine Vorreiterrolle einnehmen und zur „Hochschule 4.0“ werden. Damit die Hochschulen in Deutschland den Anschluss an die Digitalisierung nicht verpassen, fordert sie unter anderem eine solide Finanzierung seitens des Staates und Raum für Experimente.  Erste Initiativen auf dem Weg zur „Hochschule 4.0“ sind der Beteiligungsprozess bei der Erarbeitung des neuen Struktur- und Entwicklungsplans 2015 bis 2020 (SEP) sowie die Ausschreibung eines Zukunftsfonds mit einem Volumen von zwölf Millionen Euro. Zudem hat sich Jacqueline Otten als Präsidentin der HAW Hamburg für das Deutschlandstipendium, das zu den größten Förderprogrammen für Studierende in Deutschland zählt, eingesetzt. Trotz der allgemeinen Kritik an dem Konzept des Förderungsinstrumentes ist Otten von dem Programm überzeugt: Zum Wintersemester 2015 startete das Deutschlandstipendium an der HAW Hamburg. Jacqueline Otten selbst war Spenderin des ersten Stipendiums an der HAW Hamburg.
Zusätzlich zu ihrer Hochschularbeit und Tätigkeit als freie Beraterin engagiert sie sich seit den 1990er Jahren in verschiedenen Nicht-Regierungsorganisationen und Netzwerken wie dem Übersee-Club Hamburg.

## Auszug Publikationen
- West-Östliche Wege, in: Kansei to Sakai. Ronsousha Verlag, Tokio 2005
- Betrachtungen zum Design in einer Hochschule der Künste, in: Hans P. Schwarz (Hrsg.): Den Künsten eine Zukunft. Scheidegger&Spiess, Zürich 2007, ISBN 978-3-85881-200-1.
- Wachstum durch Innovation – Wiederentdeckt: Die kreative Klasse, in: Wachstum durch Innovation. Haupt Verlag, St. Gallen 2007, ISBN 978-3-258-07208-1, S. 77–90.
- Arcades and Permaculture: From Shopping to Sharing, in: A Smart Guide to Utopia. Le Cool, 2012, ISBN 978-84-615-7729-3, S. 120–123.
- Resign Thinking: Ein Workbook, das dein Leben verändern wird, Tredition Verlag Hamburg, 2019, ISBN 978-3-7497-5764-0, 164 Seiten.

## Mitgliedschaften und Funktionen
- Mitglied der Expertenkommission „Peer-Reviews der Eidgenössischen Fachhochschulkommission“ (EFHK) (2001–2003)
- Mitglied im CUMULUS Executive Board (2009 bis 2013)
- Gutachterin für die Rahmenprogramme der Europäischen Union, Frame Programme I-VI (1995–2005)
- Aufsicht Entrepreneurship & Kreativwirtschaft, Amt für Wirtschaft und Arbeit, Zürich (2006–2013)
- Gründung Young@art (Förderung der Künste) mit Galerist Pius Müller, Zürich (2008)
- Gründungsmitglied Stiftung Designarchiv Schweiz, Swiss Graphic Design Foundation, (2010–2013)
- Sitz in der Steuerungsgruppe Higher Education Management (HEM) des Bundesamtes für Bildung und Technologie in Bern (2013–2015)
- Mitglied im Kuratorium des Überseeclub Hamburg, seit 2015
- Horasis Steering Committee The Global Visions Community, seit 2017

## Auszeichnungen
- Helsa Förderpreis. München, 1986
- Mode en muziek. Montfoort, Holland, 1987
- La Main d’or. Paris, Frankreich, 1987
- Le Vent du Nord. Paris, Frankreich, 1991
- Digital Salon. New York, USA, 1995
- JSPS-Forschungsstipendium für Postdoktoranden nach Japan. Tokio, Japan, 1996
- OttoCar Medienpreis in Gold, Frankfurt, 2004